# John Grant (konspiratör)
John Grant, född cirka 1570, död 30 januari 1606 i London, var en av de katolska konspiratörerna som försökte lönnmörda Jakob I av England genom att spränga det engelska överhuset i Westminsterpalatset, i vad som kallas för krutkonspirationen 1605. Grant värvades till konspirationen i februari eller mars 1605.
Grant har beskrivits vara en melankolisk och beslutsam person, som var väldigt intellektuell och studerade latin och andra språk. Han fick ett brev av Robert Catesby, ledaren för krutkonspirationen, i vilket han bjöds in till ett möte på värdshuset Catherine Wheel i Oxford. Under detta möte svor Grant och Robert Wintour en sekretessed och de blev sedan informerade om planerna. Grants roll i konspirationen handlade mest om hans hem i Norbrook, som låg på en idealisk plats i Midlands, i närheten av Warwick och Stratford-upon-Avon. När Grant, den 5 november 1605, fick reda på att Guy Fawkes hade blivit gripen flydde han tillsammans med flera av de andra konspiratörerna till Holbeche House, på gränsen till Staffordshire. Väl där förblindades han när konspiratörernas krut av misstag fattade eld. På morgonen den 8 november anlände Richard Walsh, som var High Sheriff of Worcestershire, tillsammans med en styrka på omkring tvåhundra man till Holbeche House. En eldstrid bröt ut och Grant, tillsammans med Thomas Wintour och Ambrose Rookwood, sårades och greps omedelbart därefter.
Vid rättegången som hölls mot de överlevande konspiratörerna den 27 januari 1606 blev det en fällande dom i högförräderi för samtliga. Tillsammans med några av de andra konspiratörerna avrättades Grant den 30 januari 1606 på kyrkogården vid den västra delen av Sankt Paulskatedralen genom hängning, dragning och fyrdelning.

## Biografi

### Liv före 1605
John Grant föddes runt 1570 som son till Thomas Grant och Alice Ruding och han bodde i Norbrook, i närheten av Snitterfield i Warwickshire. Han var gift med bröderna Wintours syster Dorothy och tillsammans hade de en son vid namn Wintour Grant. Grant beskrevs av författaren Antonia Fraser som en melankolisk person som var väldigt intellektuell och studerade latin och andra språk. Han var av en viljestark natur, vilket märktes när några som förföljde honom bestämde sig för att genomsöka hans hem efter katolska präster. Dessa fick ett sådant ogästvänligt bemötande av Grant att de strax därefter lämnade Norbrook. Grant var inblandad i Robert Devereux, 2:e earl av Essex uppror mot Elisabet I av England, vilket flera av de som senare skulle medverka under krutkonspirationen var. Essex var enbart intresserad av sina egna ambitioner, men jesuiten Henry Garnet hävdade att flera av de unga män som slöt upp bakom honom gjorde så av katolska skäl.

### Medverkan i krutkonspirationen
När Jakob I av England efterträdde drottning Elisabet verkade han agera på ett mer tolerant sätt mot olika trosuppfattningar än vad Elisabet tidigare gjort och de katolska engelsmännen hoppades på att de skulle slippa bli förföljda på grund av sin tro. Dock var Robert Catesby, en hängiven katolik från Warwickshire, missbelåten med Jakobs utövande av kungamakt och han planerade därför att lönnmörda kungen i ett sprängdåd mot det engelska överhuset i Westminsterpalatset. I det följande upploppet skulle Catesby hetsa folket att göra revolt och få dem att kröna Elisabet Stuart till drottning. För att lyckas med detta värvade Catesby sex andra katoliker till sin hjälp: Thomas Percy, Thomas Wintour, Guy Fawkes, John Wright, Robert Keyes och Thomas Bates. Ytterligare tre stycken hade gått med i konspirationen vid den 25 mars 1605, nämligen Robert Wintour, Christopher Wright och Grant. Grant hade fått ett brev av Catesby, i vilket han bjöd in till ett möte på värdshuset Catherine Wheel i Oxford. Under detta möte svor Grant och Robert Wintour en sekretessed och de blev sedan informerade om planerna. Grants roll i konspirationen handlade mest om hans hem i Norbrook, som låg på en idealisk plats i Midlands, i närheten av Warwick och Stratford-upon-Avon samt Catesbys barndomshem i Lapworth (då ägt av John Wright). Under sommaren 1605 lagrade Grant med största sannolikhet vapen och ammunition i Norbrook, men han fick även i uppgift att införskaffa några hästar från det närbelägna Warwick Castle.
Oron över pesten som härjade vid denna tid gjorde att parlamentets öppnande sköts upp från februari till den 3 oktober 1605. Under denna försening kan konspiratörerna ha grävt en tunnel under Westminsterpalatset, men några bevis för tunnelns existens har aldrig påträffats; om en sådan tunnel verkligen har funnits verkar inte Grant ha varit med under dess grävande. Konspiratörerna lyckades införskaffa ett hyreskontrakt för ett källarvalv som låg precis under det engelska överhuset och det var där de förvarade sprängämnena som skulle användas för att spränga Westminsterpalatset. I juli 1605 blev öppnandet av parlamentet ännu en gång försenat, denna gång till tisdagen den 5 november. De sista detaljerna för planerna utarbetades i oktober 1605. Fawkes skulle tända på stubintråden till sprängladdningarna och sedan fly över Themsen. Samtidigt skulle ett uppror startas i Midlands, med syfte att fånga in Elisabet Stuart. Fawkes skulle sedan ta sig till kontinentaleuropa och förklara för de katolska länderna vad som hade skett i England. På måndagen den 4 november var Grant och en av hans vänner på värdshuset Red Lion Inn i Dunchurch. Tillsammans med dem var den nyrekryterade Everard Digby och några av hans män (Digbys så kallade jaktlag), som vid tillfället var ovetande om konspiratörernas planer. På morgonen den 5 november höll de en mässa på värdshuset innan de fortsatte sin färd.

#### Konspirationens misslyckande

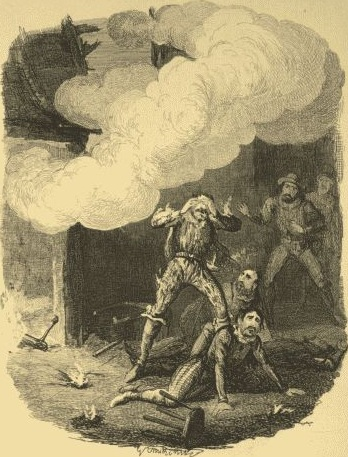
Flammorna efter explosionen vid Holbeche House förblindade Grant och hans ögon beskrevs vara "helt utbrända" (illustration av George Cruikshank från Guy Fawkes eller krutsammansvärjningen).

I oktober 1605, enbart en kort tid innan planerna skulle genomföras, hade myndigheterna blivit informerade om konspirationen via ett anonymt brev till William Parker, 4:e baron Monteagle. I brevet stod det att Monteagle skulle hålla sig borta från parlamentet vid dess öppnande, men då han var osäker på precis vad som menades med detta skickade han brevet till Robert Cecil, 1:e earl av Salisbury, som var Secretary of State vid tillfället. När brevet till Monteagle visades upp för Jakob den 1 november kände han att det antydde något som berörde eld och krut; möjligtvis i stil med de explosioner som föregick mordet på hans far, Henry Stuart, lord Darnley, den 10 februari 1567. På lördagen den 2 november bestämde sig riksrådet för att parlamentet skulle genomsökas. På måndagen den 4 november genomfördes den första genomsökningen, ledd av Thomas Howard, 1:e earl av Suffolk, och då fann de en stor hög med kvistar som låg i ett hörn i källarvalvet under det engelska överhuset. Jakob beordrade att ännu en genomsökning skulle genomföras, vilket skedde runt midnatt natten till den 5 november. Denna genomsökning leddes av Thomas Knyvet, 1:e baron Knyvet och de fann då Fawkes i källarvalvet under det engelska överhuset, där han vaktade kruttunnorna. Fawkes greps på plats.

#### Konspiratörernas flykt
Catesby och flera av de andra konspiratörerna flydde från London mot Midlands så fort de fick reda på att Fawkes hade gripits och de red mot Dunchurch för att möta upp Digby och hans jaktlag. Konspiratörerna red i samlad trupp genom Warwickshire och Worcestershire under de två dagarna som följde Fawkes gripande. De försökte under denna tid värva fler medlemmar till ett uppror, men allt eftersom tiden gick blev möjligheterna för detta mer och mer osannolikt. Den 6 november, samma dag som konspiratörerna samlade på sig vapen och stal hästar från Warwick Castle, utpekades Grant som en av de misstänkta medhjälparna till konspirationen av Lord Chief Justice John Popham. Dagen efter gick myndigheterna ut med ett offentligt tillkännagivande över de efterlysta konspiratörerna. Efter att konspiratörerna hade samlat på sig vapen från Warwick Castle red de mot Grants hem i Norbrook där de samlade på sig de musköter, arkebuser och den ammunition han hade lagrat där. De fortsatte sedan västerut mot Alcester innan de slutligen stannade vid Huddington Court runt 14-tiden samma dag. Tidigt nästa morgon höll de en mässa tillsammans med fader Nicholas Hart, som också hade hört deras bekännelser; detta tolkade Fraser som att konspiratörerna visste att de inte hade lång tid kvar att leva.

#### Striden i Holbeche House och Grants gripande
Ridandes genom spöregn stal konspiratörerna vapen, ammunition och pengar från lord Windsors hem vid Hewell Grange. De sista förhoppningar de hade om ett möjligt uppror krossades när de hörde att byborna var lojala mot Jakob. När konspiratörerna slutligen kom fram till Holbeche House, på gränsen till Staffordshire, var de helt utmattade. Både de och det krut de hade med sig var dyblött från regnet och de fick lägga ut krutet framför en öppen eld för att försöka få det att torka. En gnista från elden landade på krutet och flammorna som då skapades uppslukade Grant, Catesby, Ambrose Rookwood och en man vid namn Morgan (som var med i Digbys jaktlag). Catesby och Rookwood sades klarat sig "någorlunda väl" från elden, men Grant förblindades av flammorna och hans ögon har beskrivits som att vara "helt utbrända". Några av konspiratörerna red iväg från huset under natten, men Grant stannade tillsammans med Catesby, Thomas Wintour, Rookwood, bröderna Wright och Percy. På morgonen den 8 november anlände Richard Walsh, som var High Sheriff of Worcestershire, tillsammans med en styrka på omkring tvåhundra man till Holbeche House. En eldstrid bröt ut och Catesby, Percy och bröderna Wright dödades. Grant, Wintour och Rookwood sårades och greps omedelbart därefter.

#### Fångenskap, rättegång och avrättning

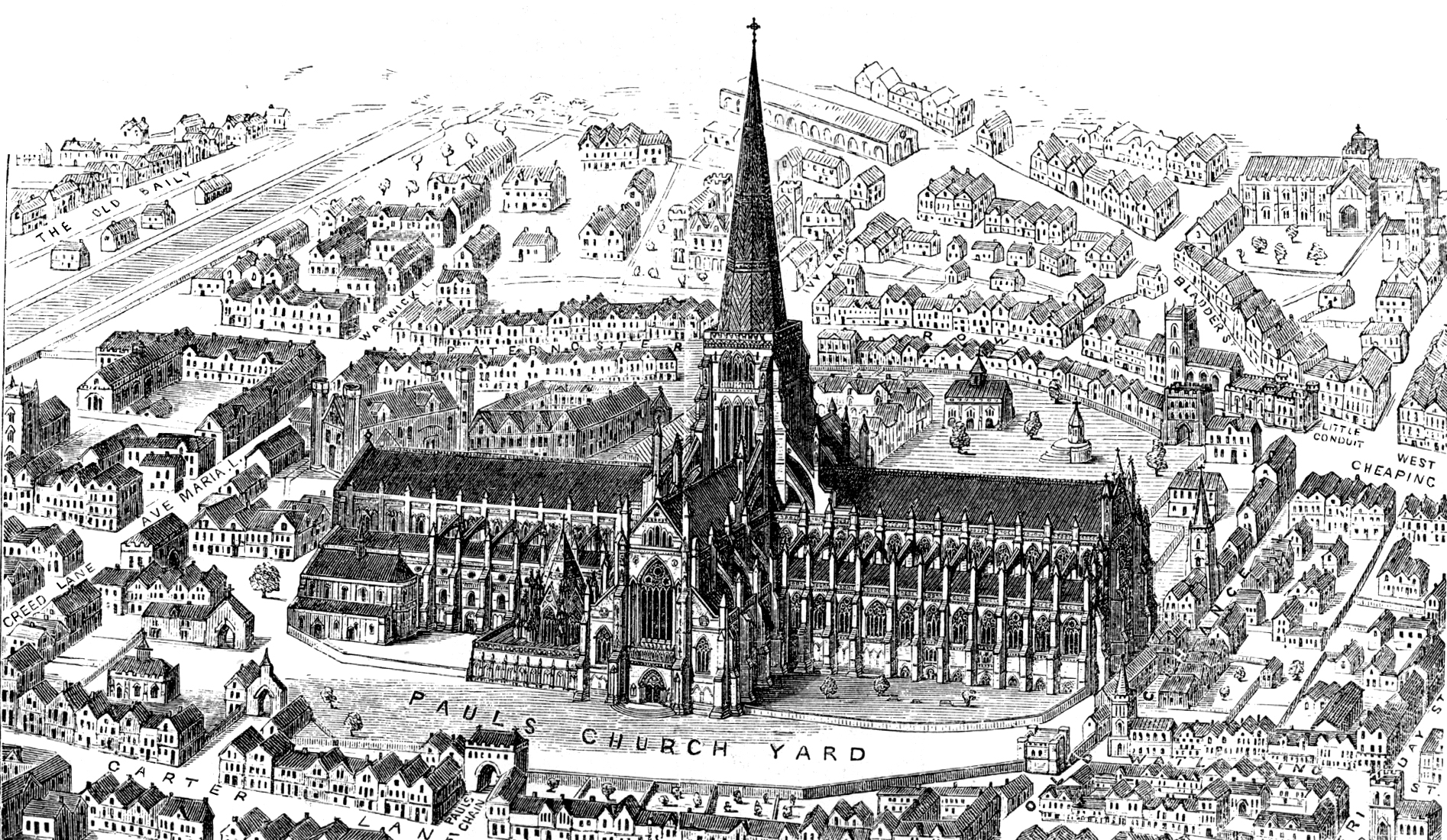
Grant avrättades den 30 januari 1606 på kyrkogården vid den västra delen av Sankt Paulskatedralen.

Grant och de andra överlevande konspiratörerna skickades till London där de fängslades i Towern; dock satt Bates fängslad i Gatehouse eftersom fängelserna skilde fångarna åt beroende på deras samhällsklass. I Towern bevakades de fängslade konspiratörerna i hemlighet av Jakob och hans familj. Rättegången mot konspiratörerna hölls den 27 januari 1606 i Westminster Hall. Trots att alla de anklagade, utom Digby, hävdade att de var oskyldiga blev det en fällande dom i högförräderi för samtliga. Konspiratörerna hade ingen försvarsadvokat som förde deras talan och därför var resultatet av rättegången mer eller mindre bestämd redan i förväg. De anklagade fick sedan möjligheten att tala inför domstolen om varför de inte skulle bli dömda till döden. Grant svarade då att han enbart var skyldig till medverkan i en konspiration som aldrig ägde rum.
De första avrättningarna av konspiratörerna ägde rum den 30 januari 1606. På morgonen den dagen blev Grant fastbunden på en träram och på denna drogs han med hjälp av en häst genom Londons gator fram till kyrkogården vid den västra delen av Sankt Paulskatedralen. Konspiratörerna vaktades hela vägen till katedralen, för att undvika att någon skulle försöka frita dem, men vakterna gjorde inga försök att hindra uppvisningen av konspiratörernas prekära situation. Vid katedralen var Grant närvarande när först Digby och sedan Robert Wintour blev hängda, dragna och fyrdelade. När det var Grants tur att bli avrättad vägrade han erkänna sitt brott, något han var ensam om bland konspiratörerna. Han leddes i tystnad upp för stegen på schavotten och där gjorde han korstecknet innan han blev avrättad på samma sätt som Digby och Wintour före honom. Efter Grant avrättades Bates och dagen därpå avrättades de fyra återstående konspiratörerna på Old Palace Yard i Westminster. Grants egendom såldes efter hans avrättning men köptes tillbaka av hans son, Wintour Grant, 1623 och han valde sedan att sälja vidare egendomen till Thomas Pickering.